# Children of the Night (Nakatomi)
Children of the Night is een nummer van het Nederlandse happy hardcore-duo Nakatomi uit 1996. In mei dat jaar werd het nummer op single uitgebracht.

## Achtergrond
Het nummer is ingezongen door de Nederlandse zangeres Rachel Spier. Op de hoezen van de cd single, de 12 " maxi vinylsingle en in de videoclip is echter het Zweedse model Marzena Kamizela te zien.
De single is een echte happy hardcore-klassieker geworden en is nog regelmatig terug te vinden op verzamel-cd's met happy hardcore-muziek. 
In Nederland was de single in week 21 van 1996 Alarmschijf op Radio 538 en werd een gigantische hit. De single bereikte de 2e positie in zowel de  Nederlandse Top 40 op destijds Radio 538 als de publieke hitlijst, toentertijd de Mega Top 50 op Radio 3FM. In 1998  bereikte de single ook in het Verenigd Koninkrijk een 47e positie en de heruitgave in 2002 de 31e positie in de UK Singles Chart.
In België behaalde de single géén notering in beide Vlaamse hitlijsten en de Waalse hitlijst. 